# Gedeon Eugen Lukács
József (detto Gedeon) Lukács (Újpest, 5 marzo 1903 – Budapest, 29 maggio 1949) è stato un calciatore ungherese, di ruolo attaccante.
In Ungheria era conosciuto con il soprannome "Gedeon" per poterlo distinguere dai tanti "József Lukács" (Eugen era solo la traduzione in tedesco di Gedeon), pseudonimo non risultante sul suo registro anagrafico ungherese.

## Caratteristiche tecniche
Era un attaccante che spiccava per le proprie doti nel colpo di testa.

## Carriera

### Calciatore
Dopo una militanza nel Miskolci VTC, nella stagione 1922-1923 debutta nel massimo campionato ungherese con la casacca del MAFC (cioè il Műegyetemi Atlétikai FC) collezionando 21 presenze con due reti. Al termine della stagione il MAFC retrocede e il giocatore sembrerebbe essere tornato al Miskolci. Nella stagione 1924-1925 passa all'Ujpest, militante nella massima serie ungherese, non trovando però spazio: scende in campo in una sola occasione, nel finale di campionato (terzultima giornata).
Arriva in Italia dall'Ungheria nel 1925, per giocare con la maglia dell'Atalanta in coppia con il connazionale Jenő Hauser. Nella prima stagione in maglia neroazzurra mette a segno 13 gol giocando tutte e 20 le partite del campionato di Seconda Divisione, la seconda serie dell'epoca. L'anno seguente, con in bergamaschi che grazie alla riforma del calcio italiano (creazione della Divisione Nazionale e nuova denominazione di Prima Divisione per la seconda serie) si trovano in Prima Divisione, Lukács mette a segno 20 gol in 17 presenze, risultando essere il capocannoniere della formazione neroazzurra, che chiude il campionato al secondo posto in classifica. A causa del blocco degli stranieri imposto dalla FIGC a fine anno Lukács ritorna in patria, senza nemmeno poter disputare le partite della Coppa Arpinati, chiusa dai bergamaschi con il secondo posto finale alle spalle della Pistoiese. Nella stagione 1928-1929 milita per l'ultima volta nella massima serie ungherese, con la casacca del Budai 33, collezionando 4 presenze con una rete.

### Allenatore
Nel 1930 allena la Comense nel campionato di Prima Divisione (che nel frattempo era diventato il terzo livello del calcio italiano), guidandola alla promozione in Serie B in seguito alla vittoria del proprio girone senza subire nemmeno una sconfitta. L'anno seguente rimane ancora alla guida della squadra, guidandola ad un nono posto finale nella serie cadetta.
A lui è stata erroneamente attribuita la panchina del Sète, che ingaggiò un quasi omonimo Lukács, il quale non si chiamava affatto Gedeon, bensì Istvan. Lui, Gedeon, in quella stagione stava allenando in Ungheria.
Muore in ospedale a Budapest a seguito di una caduta in una buca presente in una strada non illuminata tornando dal campo del Várpalota (squadra di III Divisione) dopo aver diretto gli allenamenti serali: cadendo si rompe la schiena. I sanitari che lo soccorsero al suo ricovero nulla poterono fare per alleviare le sue sofferenze fino al suo decesso avvenuto domenica pomeriggio.

## Palmarès

### Allenatore

#### Competizioni nazionali
- Prima Divisione: 1

Comense: 1930-1931